# ENEOSオーシャン
ENEOSオーシャン株式会社（エネオスオーシャン、英: ENEOS Ocean Corporation）は、神奈川県横浜市に本社を置く、ENEOSグループの海運会社である。

## 概要
2014年4月1日、JX日鉱日石タンカーとJX日鉱日石シッピングの統合により設立される。主な事業内容は、原油の外航・内航輸送、LPガスや石油製品の外航輸送であり、運航船腹は原油タンカー・LPG船・ケミカルタンカーを中心に64隻を保有している。2020年10月1日付でENEOSオーシャンに商号変更。

## 沿革
- 1943年（昭和18年）5月 - 日産近海機船株式会社設立（資本金1000万円）
- 1948年（昭和23年）6月 - 森田汽船株式会社設立（資本金500万円）
- 1951年（昭和26年）
  - 3月 - 日産近海機船株式会社を日正汽船株式会社に商号変更
  - 7月 - 日本石油株式会社（現・ENEOS株式会社）全額出資により東京タンカー株式会社設立（資本金300万円）
- 1970年（昭和45年）7月 - 森田汽船株式会社を雄洋海運株式会社に商号変更
- 1996年（平成8年）8月 - 日正汽船株式会社がシンガポールにOdyssey Maritime Pte Ltd.を設立
- 2002年（平成14年）6月 - 東京タンカー株式会社を新日本石油タンカー株式会社に商号変更
- 2004年（平成16年）6月 - 日正汽船株式会社がNissho Odyssey Ship Management Pte Ltd.を設立
- 2011年（平成23年）4月 - 新日本石油タンカー株式会社をJX日鉱日石タンカー株式会社に商号変更
- 2012年（平成24年）4月 - 日正汽船株式会社と雄洋海運株式会社が合併し、JX日鉱日石シッピング株式会社設立[6]
- 2014年（平成26年）4月 - JX日鉱日石タンカー株式会社とJX日鉱日石シッピングが合併し、JXオーシャン株式会社設立[3]
- 2020年（令和2年）10月 - ENEOSオーシャン株式会社に商号変更[5]

## 関係会社・団体

### 国内グループ企業
- 株式会社日豊 - 神奈川県横浜市
- エースマリンサービス株式会社 - 神奈川県横浜市
- 日本海事興業株式会社 - 岡山県倉敷市
- ENEOSマリンサービス株式会社 - 鹿児島県鹿児島市
- 株式会社パシフィックマリンサービス - 	神奈川県横浜市

### 海外グループ会社
- ENEOS Ocean Asia Pte Ltd. - シンガポール
- ENEOS Ocean Shipmanagement Pte Ltd - シンガポール
- Odyssey Maritime Pte Ltd. - シンガポール

### 関係団体
- 一般社団法人日本船主協会
- 一般社団法人日本海運集会所